# 太政官札

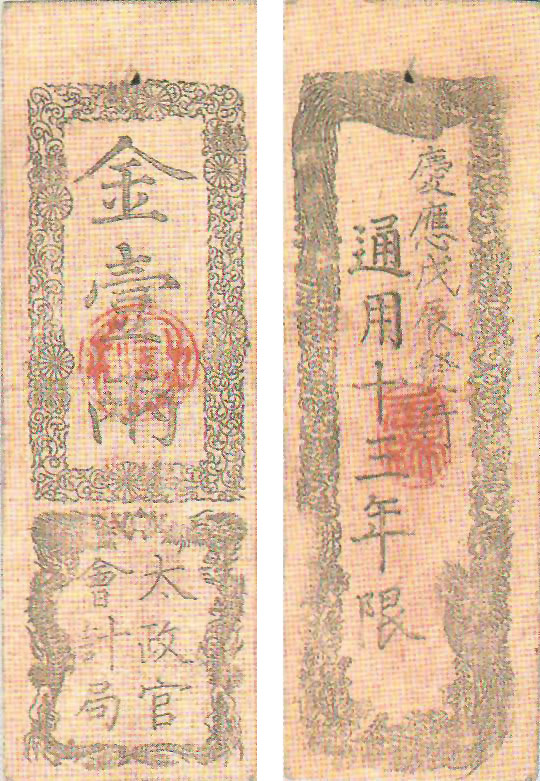
太政官札（金一両札、慶応4年発行）

太政官札（だじょうかんさつ）は、明治政府によって慶応4年5月（1868年）から明治2年5月（1869年）まで発行された政府紙幣（不換紙幣）。金札とも呼ばれた。日本初の全国通用紙幣である。通貨単位は江戸時代に引き続いて両、分、朱のままであった。1879年（明治12年）11月までに新紙幣や公債証券と交換、回収されるまで流通した。

## 概要
明治政府は戊辰戦争に多額の費用を要し、殖産興業の資金が不足したので、参与兼会計事務掛三岡八郎（のちの由利公正）の建議によって慶応4年5月15日（1868年7月4日）の布告により、「通用期限は13年間」との期限を決めて太政官札を発行した。総額4,897万3,973両1分3朱製造されたが、実際に発行されたのは4,800万両であり、97万3,973両1分3朱は発行させずに焼却した。
当初、国民は紙幣に不慣れであったこと、また政府の信用が強固では無かった為、流通は困難をきわめ、太政官札100両を以て金貨40両に交換するほどであった。このため政府は、太政官札を額面以下で正貨と交換することを禁止したり、租税および諸上納に太政官札を使うように命じたり、諸藩に石高貸付を命じるなどの方法を講じた。これらの政策や二分金の贋物が多かった事などから、信用が増加したために流通するようになったが、今度は太政官札の偽札が流通し始め、真贋の区別が難しくなったため、流通は再び滞るようになった。
政府は明治2年5月28日の布告で、太政官札の発行を3,250万両に限定し、さらに通用期限を5年間に短縮し、もし期限にいたって交換未済のものがあるときはこれに対し1年で6%の利子を交付することを約束した。
政府は1871年（明治4年）、新貨条例を制定した。通貨単位を「両」から「圓（円）」に切り替えて本位貨幣を金貨とし、金本位制度を採用することにした。その際に旧1両を新1円とする事を定めている。
太政官札は1872年（明治5年）4月に発行された新紙幣の明治通宝と交換する形で回収されていった。政府は1872年（明治5年）8月、1873年（明治6年）3月・7月の布告により、金札交換公債證券（記名證書、1,000円、500円、100円、50円の4種。利札證書、500円、100円、50円の3種）に換えて太政官札を回収する方針をとったが、これによって公債証券に換えられたのはごくわずかであった。

## 種類
太政官札の額面と金額は次の通りである。
| 額面   | 金額            |
| ------ | --------------- |
| 10両札 | 2,033万2,890両  |
| 5両札  | 596万9,685両    |
| 1両札  | 1,548万5,798両  |
| 1分札  | 516万1,296両1分 |
| 1朱札  | 105万330両3分   |

江戸時代からの旧来の藩札や中国清朝で発行されていた紙幣に倣って表面に双竜、裏面に鳳凰の図柄が用いられ、他に菊花紋章、桐紋、桐葉、唐草模様、瑞雲などがあしらわれている。
楮を原料とした厚手の用紙に銅版印刷で印刷が行われていたが、これは一部の藩札を踏襲したものであった。この紙幣用紙の表面には凹凸があるため微細な模様の精緻な印刷が困難であった。加えて銅版印刷の原版は印刷により摩耗するため交換が必要になるが、当時の日本の印刷技術では版面の正確な複製が不可能であった。そのため印刷にかなりのばらつきが生じ、厳密な真贋判定に支障をきたす状況であった。これらの要因が一因となって偽造を誘発し偽札が横行することとなった。

## 流通状況
明治10年末にいたるまでの流通高は次の通りである（単位 円）。
| 年           | 金額（円） |
| ------------ | ---------- |
| 明治元年12月 | 24,037,389 |
| 明治2年12月  | 48,000,000 |
| 明治3年12月  | 48,000,000 |
| 明治4年12月  | 48,000,000 |
| 明治5年12月  | 43,251,058 |
| 明治6年12月  | 36,863,722 |
| 明治7年12月  | 26,573,507 |
| 明治8年12月  | 5,147,916  |
| 明治9年12月  | 3,095,921  |
| 明治10年12月 | 3,070,145  |

## 回収・交換状況
太政官札の回収と交換の状況は次の通りである（単位 円）。
- 発行総額 48,000,000
- 回収交換
  - 新紙幣と交換高 45,661,595
  - 金札引換公債證書と交換高 2,052,745
  - 没収および散逸 285,659
  - 合計 48,000,000